# Saturn-Shuttle
Saturn-Shuttle był wstępną koncepcją wystrzelenia orbitera należącego do amerykańskiego programu Space Transportation System przy użyciu zmodyfikowanej wersji pierwszego stopnia rakiety Saturn V. Koncepcja ta badana i rozważana przez NASA w latach 1971-1972.

## Opis techniczny
Na szczycie stopnia S-IC zamontowano zbiornik zewnętrzny promu kosmicznego w miejscu zajmowanej dotychczas przez stopień S-II w standardowym Saturnie V.
W trakcie rozwoju rakiety sugerowano dodanie skrzydeł nośnych oraz jakiejś formy podwozia do S-IC, co teoretycznie miałoby umożliwić powrót boostera do Kennedy Space Center, gdzie technicy odnowiliby go wymieniając tylko pięć silników rakietowych F-1 i ponownie wykorzystując cały zbiornik do następnych lotów. Koncepcja połączenia wahadłowca kosmicznego z Saturnem V została porzucona ze względu na zbyt wysokie koszty jej opracowania.